# Acraea dorotheae
Acraea dorotheae är en fjärilsart som beskrevs av Sharpe 1902. Acraea dorotheae ingår i släktet Acraea och familjen praktfjärilar. Inga underarter finns listade i Catalogue of Life.